# Machado de Assis
Joaquim Maria Machado de Assis, cunoscut și ca Machado de Assis, Machado sau Bruxo do Cosme Velho, (n. 21 iunie 1839, Rio de Janeiro, Imperiul Braziliei – d. 29 septembrie 1908, Rio de Janeiro, Districtul Federal⁠(d), Brazilia) a fost un romancier, poet și nuvelist brazilian. Este considerat unul dintre cei mai de seamă scriitori brazilieni.
Proza sa de început are trăsături predominant romantice și suferă de inegalitatea tonului. A doua perioadă a creației sale, cea realistă, configurează tipuri, situații și ambianțe ale societății braziliene a timpului, sceptice și cosmopolite, distingându-se prin analiza sentimentelor, claritate stilistică, înflorită de reflecții critice, uneori ironice, alteori umoristice.

## Opere
- 1864 - Crisálidas (poezie)
- 1870 - Falenas (poezie)
- 1870 - Contos Fluminenses ("Povestirile Fluminensis")
- 1872 - Ressurreição ("Învierea")
- 1873 - Histórias da Meia Noite ("Povestiri de la miezul nopții")
- 1874 - A Mão e a Luva ("Mâna și mănușa")
- 1875 - Americanas (poezie)
- 1876 - Helena (roman)|Helena
- 1878 - Iaiá Garcia ("Amanta Garcia")
- 1881 - Memórias Póstumas de Brás Cubas ("Memoriile postume ale lui Brás Cubas")
- 1882 - Papéis Avulsos ("Foi risipite")
- 1882 - O alienista
- 1884 - Histórias sem data ("Istorii fără dată")
- 1891 - Quincas Borba
- 1896 - Várias histórias ("Istorii diferite")
- 1899 - Páginas recolhidas
- 1899 - Dom Casmurro ("Dom Casmurro")
- 1901 - Poesias completas ("Poezii complete")
- 1904 - Esaú e Jacó ("Esau și Jacob")
- 1906 - Relíquias da Casa Velha ("Relicve din casa veche")
- 1908 - Memorial de Aires ("Jurnal din Aires")